# Valeriu Muravschi
Valeriu Muravschi (n. 31 iulie 1949, Sirota, raionul Orhei, RSS Moldovenească, URSS – d. 8 aprilie 2020, Chișinău, Republica Moldova) a fost un politician și om de afaceri din Republica Moldova, care a îndeplinit funcția de prim-ministru al Republicii Moldova (1991-1992).

## Prim-ministru al Republicii Moldova
Valeriu Muravschi s-a născut la data de 31 iulie 1949 în satul Sirota din raionul Orhei. În anul 1971 a absolvit Facultatea  de Economie a Institutul Politehnic „Serghei Lazo" din municipiul Chișinău.
După absolvirea facultății, a lucrat ca economist superior la Comitetul de Stat pentru Prețuri al R.S.S. Moldovenești (1971-1976). Este transferat apoi în cadrul Ministerului Industriei Materialelor de Construcții al RSS Moldovenească, unde îndeplinește funcțiile de șef al Secției prețuri (1976-1979), economist principal în Direcția planificare economică (1979-1980), din nou șef al Secției prețuri (1980-1984), șef al Secției de finanțe (1984-1988) și director administrativ-economic, șef al Direcției economice (1988-1990).
A ocupat funcția de viceprim-ministru, ministru al finanțelor în cabinetul condus de Mircea Druc (1990-1991). La data de 28 mai 1991, Valeriu Muravschi a fost numit în funcția de prim-ministru al Republicii Moldova.
Principala problemă cu care a fost confruntat Valeriu Muravschi în calitate de prim-ministru a fost soluționarea conflictului din Transnistria. La 15 martie 1992, Guvernul Republicii Moldova a făcut un apel către locuitorii din raioanele de pe malul stâng al Nistrului să respecte autoritățile de stat.
Ca urmare a neîncetării atacurilor forțelor separatiste, la 28 martie 1992, s-a declarat starea excepțională în toată Moldova, premierul Valeriu Muravschi îndemnând poporul să fie gata să-și apere țara. A doua zi, Guvernul Republicii Moldova dă un ultimatum de două zile minorității rusești din Transnistria pentru depunerea armelor, după care guvernul amenință să înceapă acțiunile ofensive asupra rebelilor.
Nefiind acceptat ultimatumul, la 1 aprilie 1992, Guvernul Republicii Moldova trimite grupuri de polițiști din Ministerul de Interne în orașul Bender, acest atac reprezentând prima acțiune de război oficială între Republica Moldova și separatiștii din Transnistria. La 21 iunie 1992, președintele Federației Ruse, Boris Elțîn amenință cu intervenția militară a Rusiei dacă luptele nu încetează.
La data de 1 iulie 1992, președintele Republicii Moldova, Mircea Snegur, îl desemnează pe Andrei Sangheli în funcția de prim-ministru. Desemnarea lui Andrei Sangheli ca prim-ministru a fost una dintre condițiile "Convenției Elțîn-Snegur", care prevedea formarea unui guvern de "conciliere".

## Activitate politică ulterioară
În anul 1999, Valeriu Muravschi a fondat Partidul Național Țărănesc Creștin și Democrat din Republica Moldova, al cărui președinte a fost până la dispariția acestui partid în anul 2002.
În anul 1998 a fost ales deputat în Parlament pe lista Blocului Pentru o Moldovă Democratică și Prosperă condus de Dumitru Diacov, aflându-se, până în anul 2001, în fruntea Comisiei pentru buget și finanțe a legislativului de la Chișinău.
La 31 iulie 1999, "pentru activitate îndelungată și rodnică în organele de stat, contribuție substanțială la dezvoltarea social-economică a republicii și înalt profesionalism", i-a fost conferit Ordinul "Gloria Muncii".
În dorința de a crea o formațiune politică puternică, capabilă de a se opune cu succes Partidului Comuniștilor, Partidul Renașterii și Concilierii din Moldova (PCRM), Uniunea Social-Liberală "Forța Moldovei" (USLFM) și Partidul Național Țărănesc Creștin-Democrat (PNȚCD), au fuzionat la 24 martie 2002, creând Partidul Liberal. Din conducerea noului partid au făcut parte: Mircea Snegur - ca președinte de onoare, Veaceslav Untilă - președinte, Mihai Severovan, Anatol Țăranu și Valeriu Muravschi - vicepreședinți.